# Banca centrale d'Islanda
La banca centrale d'Islanda è la banca centrale dello stato europeo dell'Islanda.
La moneta ufficiale dello stato è la corona islandese.